# Craspedolepta topicalis
Craspedolepta topicalis är en insektsart som beskrevs av Loginova 1962. Craspedolepta topicalis ingår i släktet Craspedolepta och familjen rundbladloppor. Inga underarter finns listade i Catalogue of Life.